# نملاوات الجحيم
نملاوات الجحيم أو نمل الجحيم (الاسم العلمي: Haidomyrmecinae)، هي فصيلة فرعية منقرضة من عائلة النمل تُعرف من أحافيرها التي تعود إلى العصر الطباشيري المحفوظة بشكل أساسي في الكهرمان المكتشفة في أمريكا الشمالية وأمريكا الجنوبية وأوروبا وآسيا، تعود للفترة الزمنية من أواخر فترة الأبتي إلى فترة الكامباني، أي منذ حوالي 113 إلى 79 مليون سنة.
قُدمت هذه الفصيلة الفرعية لأول مرة عام 2003 إلا أنها عوملت لاحقًا كقبيلة بإسم (Haidomyrmecini) ثم وضِعت ضمن الفصيلة الفرعية المنقرضة (Sphecomyrminae)، في عام 2020 خضعت لإعادة تصنيف أدى إلى رفع تصنيف المجموعة مجددًا إلى درجة فصيلة فرعية، وتضم 10 أجناس و14 نوعًا.
يتميز أفراد هذه العائلة عن جميع أنواع النمل الأخرى بخصائص فريدة للغاية، فهي تمتلك زينة (أعضاء ملحقة) رأسية متنوعة وفكوكًا طويلة غير مألوفة تمتد من الرأس عموديًا الى الأعلى بدلاً من أن تمتد أفقيًا الى الأمام كما في النمل الحديث، وقد خدمت هذه الفكوك مع الزينة الرأسية وضيفة الإفتراس في الإطباق على الفريسة، حيث ظهرت في معظم أنواع هذه الفصيلة الفرعية شعيرات تغطي أجزاء من الرأس، والتي يُرجح أنها عملت مستشعرات لتحفيز الإغلاق السريع للفك عند استجابتها، بطريقة تشبه ما لدى نمل الفك المفصلي [الإنجليزية] الحديث.
كما تُظهر الأحافير أن نملاوات الجحيم لها القدرة على الإفتراس بشكل فردي، لكنها مثل النمل المعاصر تملك معيشة اجتماعية عليا بطبقات متمايزة من الأفراد بين عاملات وملكة، إلا أن حجم مستعمراتها كان صغيرًا نسبيًا، ونظرًا لافتقار ملكاتها للمخازن الأيضية فمن المحتمل أنهن كنّ يصطدن الفرائس بأنفسهن أثناء المراحل الأولى من بناء المستعمرة.
تُعتبر نملاوات الجحيم من أكثر مجموعات النمل بدائية ومن أوائل الفروع التي ظهرت في تاريخ النمل التطوري.

## الأجناس

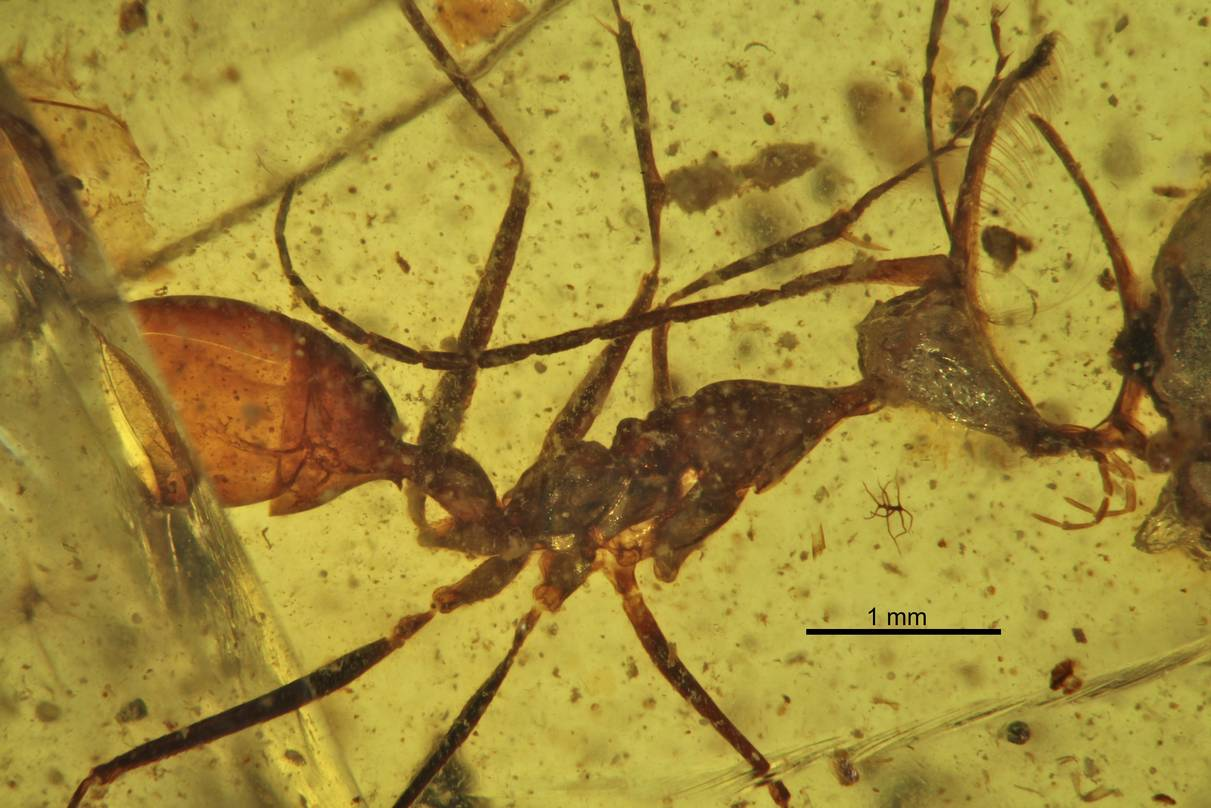
نملة جحيم عاملة من نوع (Ceratomyrmex ellenbergeri) محفوظة كاملةً في كهرمان بورمي.

بحساب الجنس (Haidomyrmex) تضم الفصيلة الفرعية 10 أجناس و14 نوع.
الغالبية العظمى من الأنواع عُرفت من الكهرمان البورمي الذي يعود تاريخه إلى منتصف العصر الطباشيري (أي قبل حوالي 100 مليون سنة)، بالإضافة الى أنواع أخرى وجدت في الكهرمان الفرنسي الذي يعود إلى نفس الحقبة، بالإضافة إلى الكهرمان الكندي من مقاطعة ألبرتا في كندا والذي يعود تاريخه إلى حوالي 80 مليون سنة.
وحتى الآن، لا يُعرف سوى أحفورة واحدة لنملة من "نمل الجحيم" محفوظة في الحجر الجيري، عُثر عليها في البرازيل، يُقدّر عمرها بحوالي 113 مليون سنة، وتُعتبر أقدم أحفورة نمل تم اكتشافها على الإطلاق.

### قائمة الأجناس والأنواع
- Aquilomyrmex Perrichot et al., 2020
  - A. huangi Perrichot et al., 2020
- Ceratomyrmex Perrichot, Wang & Engel, 2016
  - Ce. ellenbergeri Perrichot, Wang & Engel, 2016
- Chonidris Perrichot et al., 2020
  - Ch. insolita Perrichot et al., 2020
- Dhagnathos Perrichot et al., 2020
  - Dh. autokrator Perrichot et al., 2020
- Dilobops Lattke & Melo, 2020
  - Di. bidentata Lattke & Melo, 2020
- Haidomyrmex Dlussky, 1996
  - Hx. cerberus Dlussky, 1996
  - Hx. scimitarus Barden & Grimaldi, 2012
  - Hx. zigrasi Barden & Grimaldi, 2012
- Haidomyrmodes Perrichot et al., 2008
  - Hs. mammuthus Perrichot et al., 2008
- Haidoterminus McKellar, Glasier & Engel, 2013
  - Ht. cippus McKellar, Glasier & Engel, 2013
- Linguamyrmex Barden & Grimaldi, 2017
  - L. brevicornis Perrichot et al., 2020
  - L. rhinocerus Miao & Wang, 2019
  - L. vladi Barden & Grimaldi, 2017
- Protoceratomyrmex Perrichot et al., 2020
  - P. revelatus Perrichot et al., 2020
- Vulcanidris Lepeco, Brandão, Camacho, 2025
  - V. cratensis Lepeco, Brandão, Camacho, 2025

## معرض الصور

رؤوس الأنواع التابعة لعائلة نملاوات الجحيم
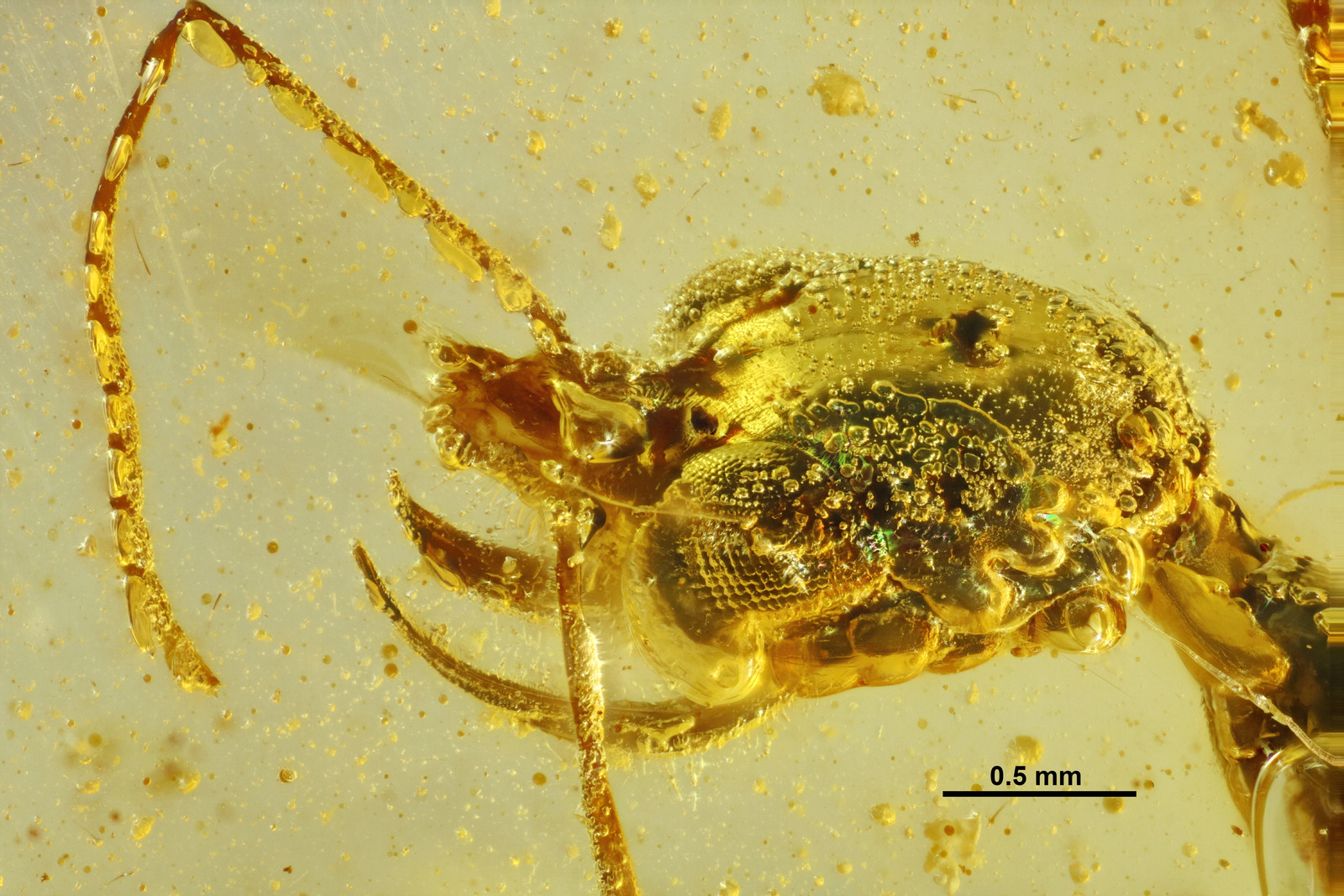
(الاسم العلمي: Aquilomyrmex huangi)
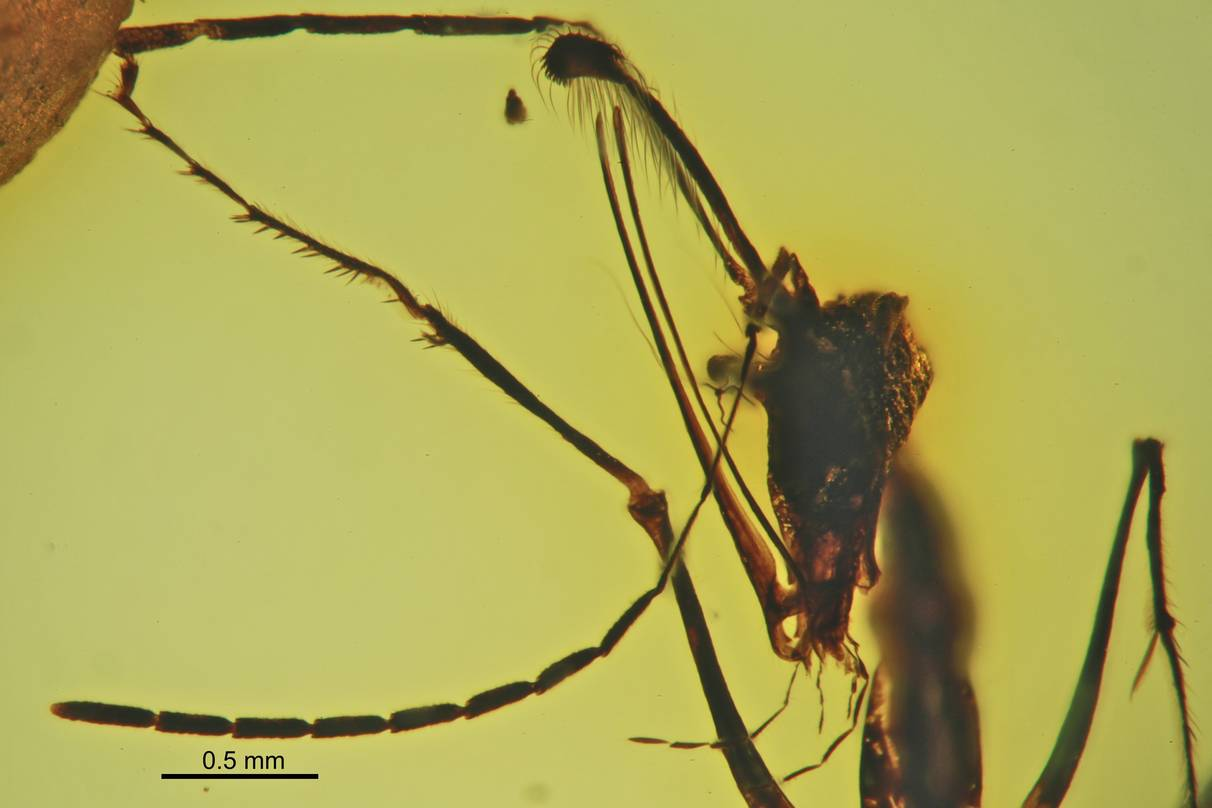
(الاسم العلمي: Ceratomyrmex ellenbergeri)
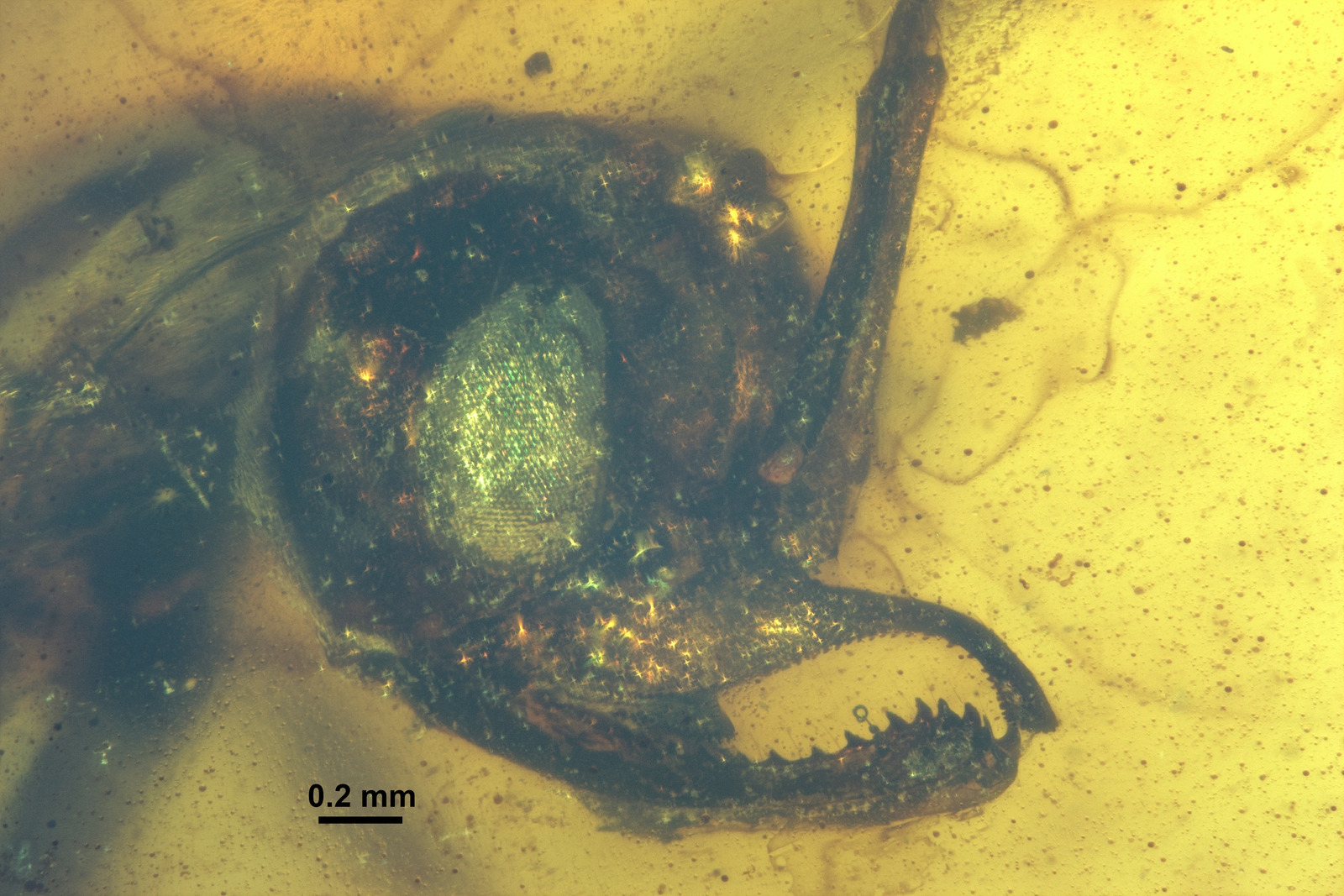
(الاسم العلمي: Chonidris insolita)
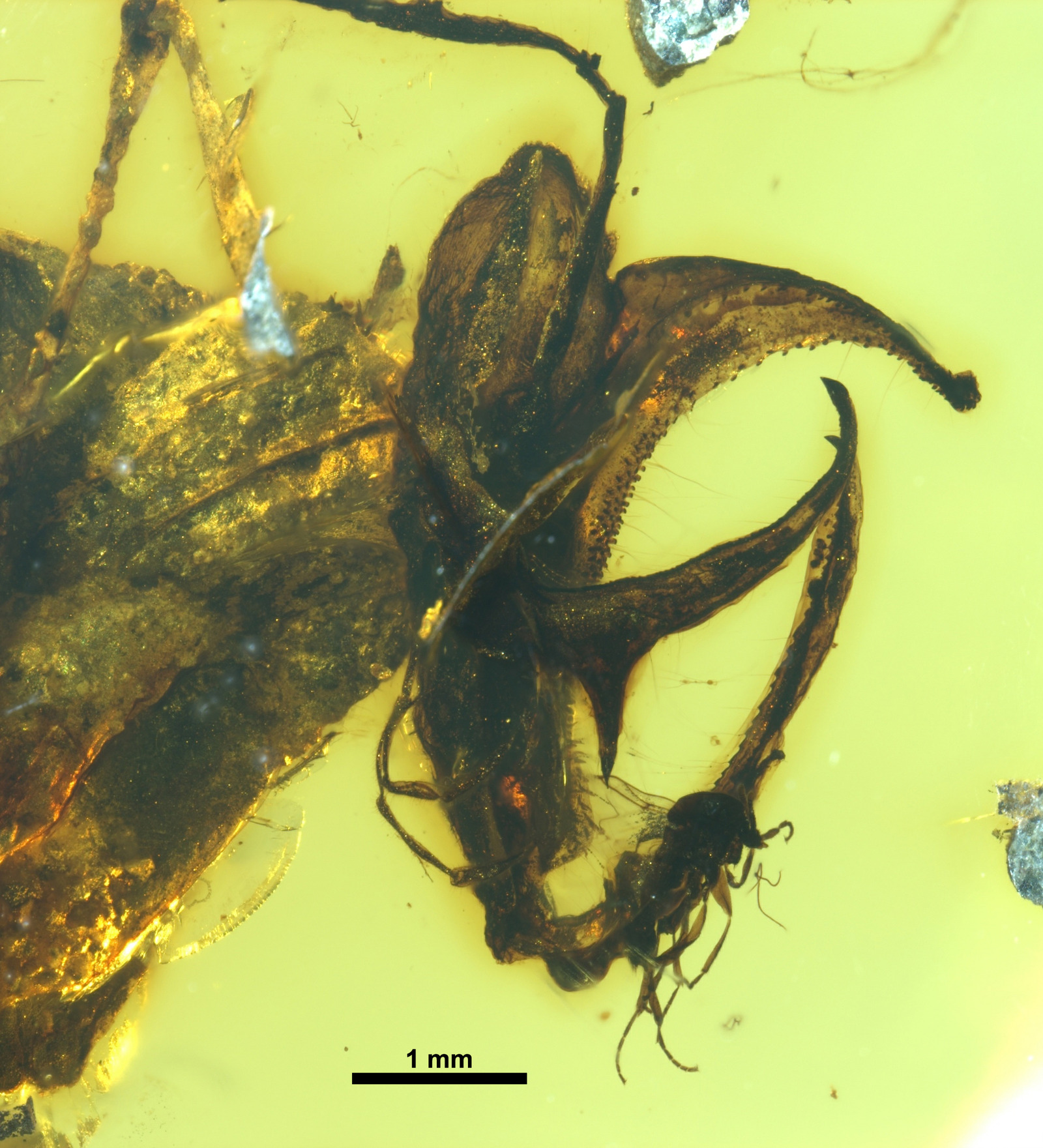
(الاسم العلمي: Dhagnathos autokrator)
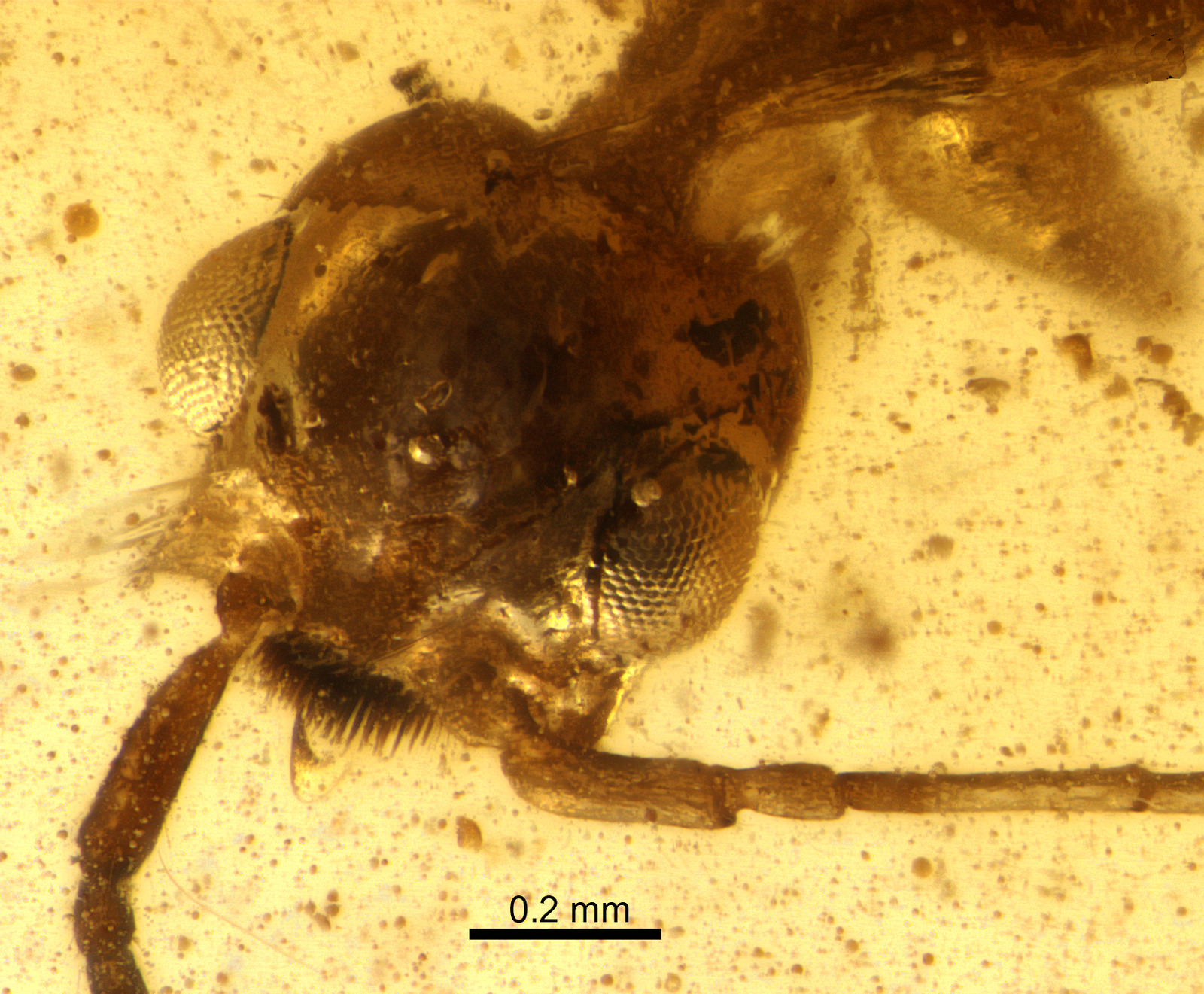
(الاسم العلمي: Dilobops bidentata)
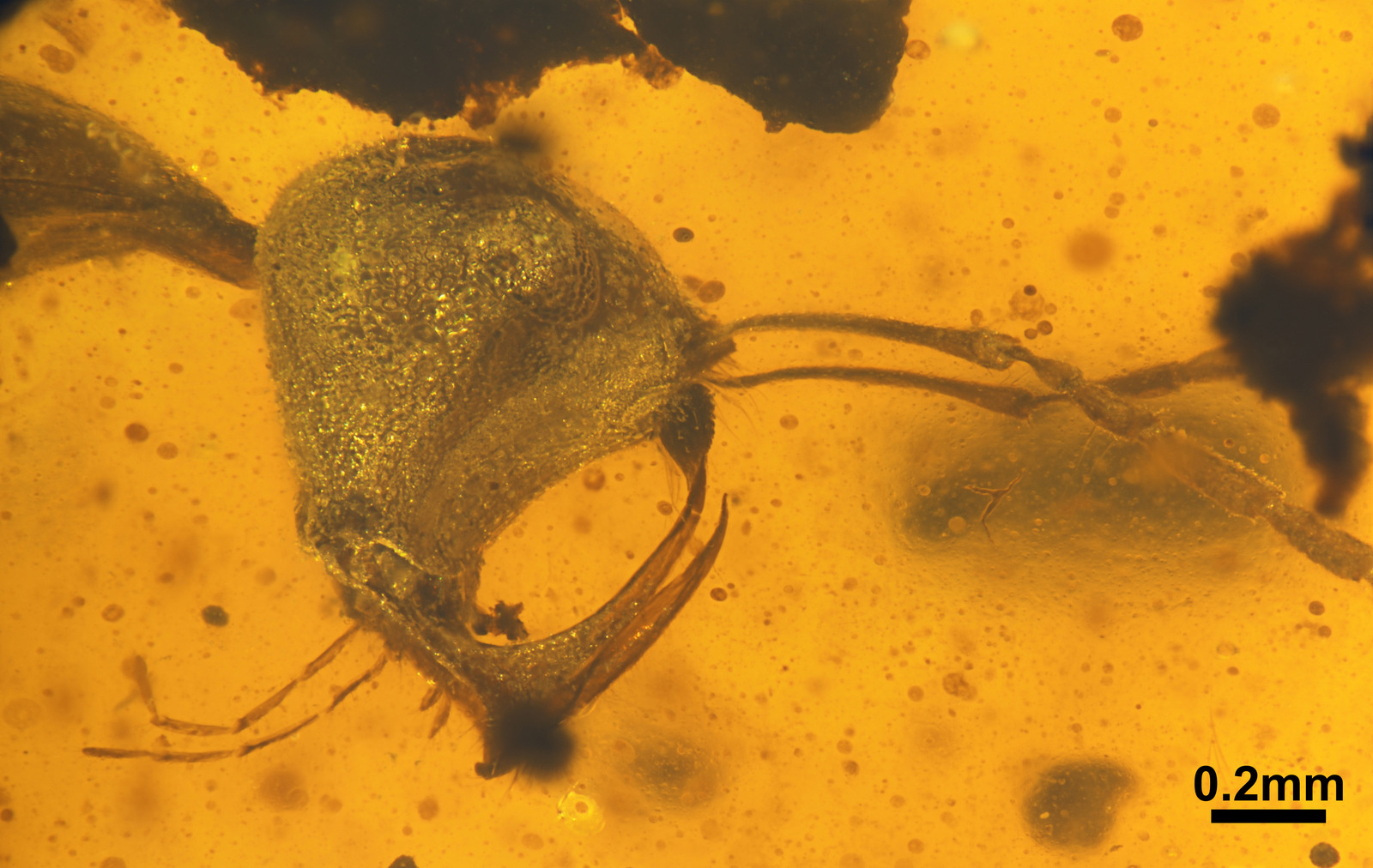
(الاسم العلمي: Haidomyrmex cerberus)
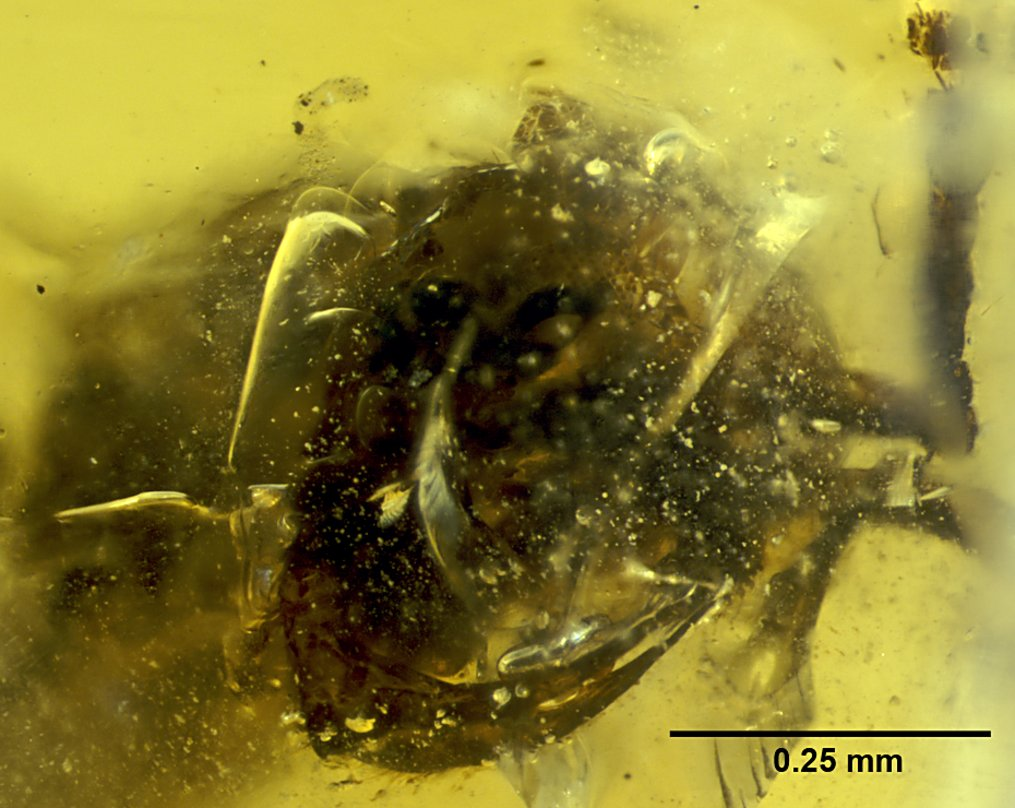
(الاسم العلمي: Haidomyrmodes mammuthus)
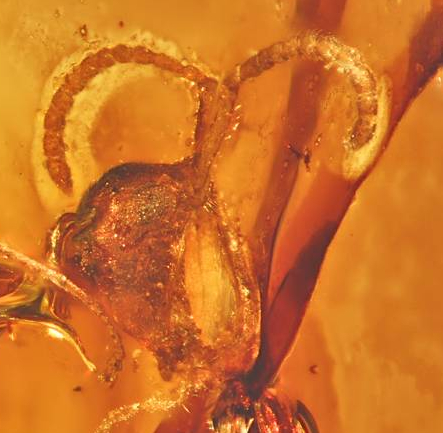
(الاسم العلمي: Haidoterminus cippus)
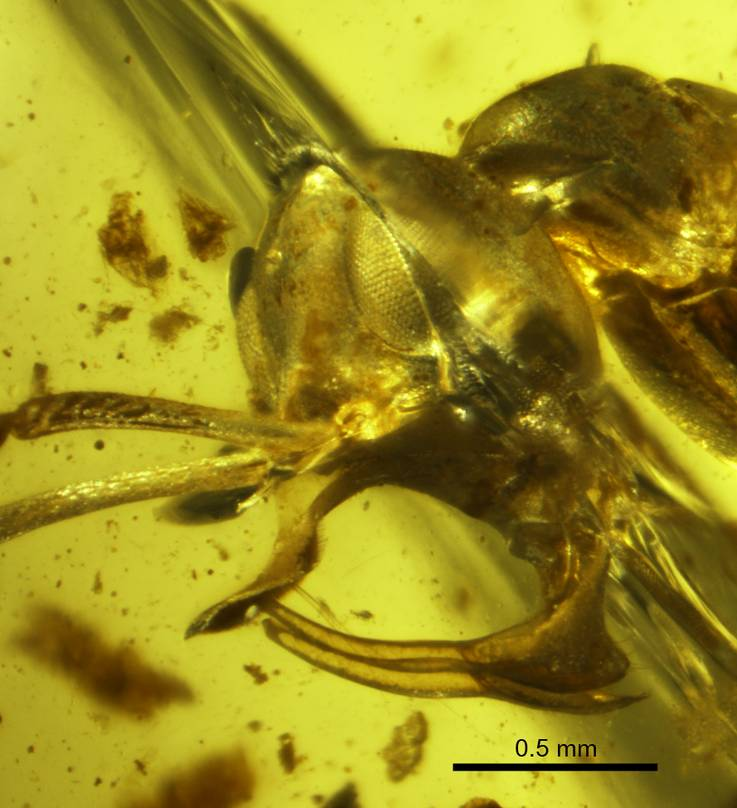
(الاسم العلمي: Linguamyrmex vladi)
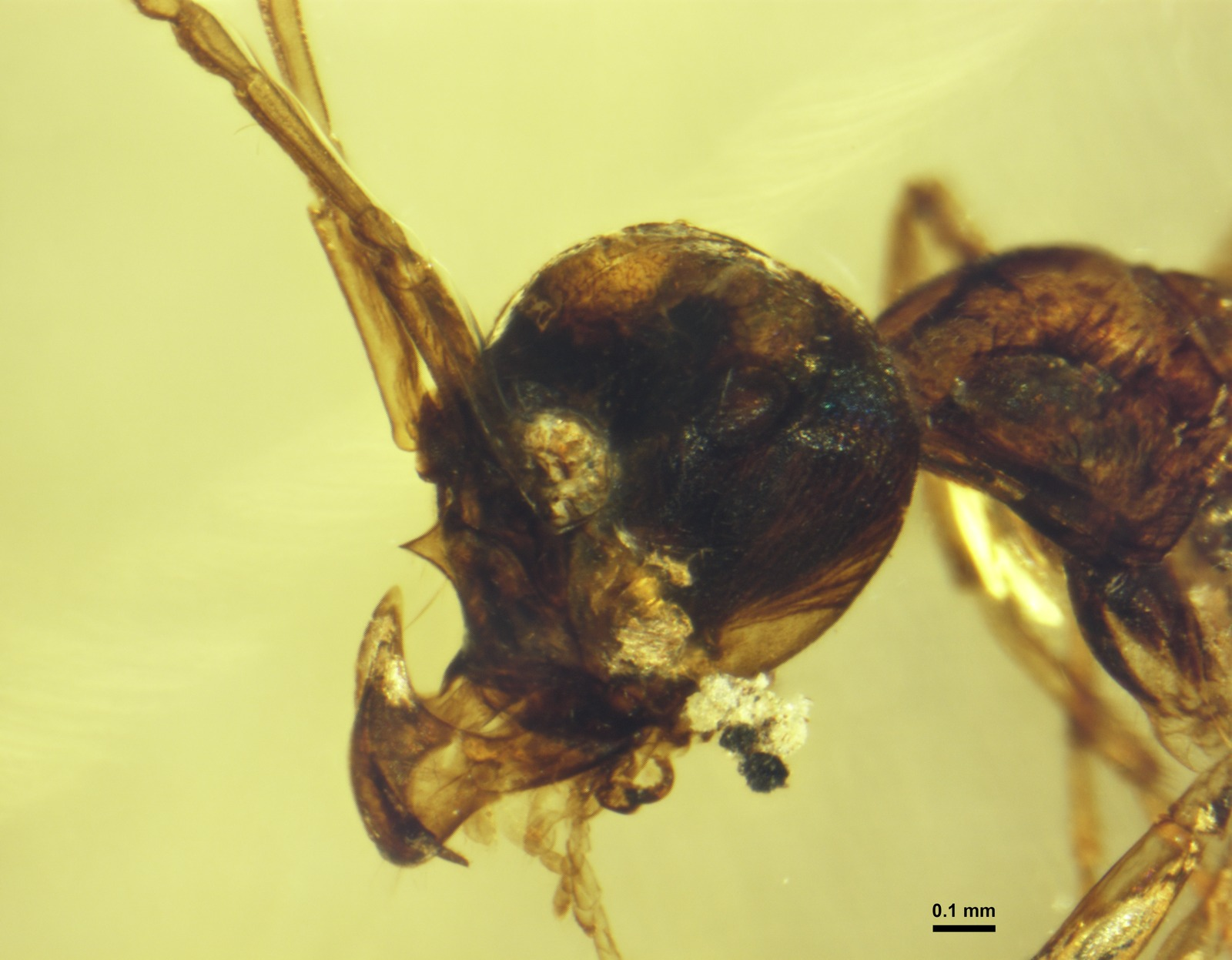
(الاسم العلمي: Protoceratomyrmex revelatus)

## طالع أيضًا
- نملاوات قديمة
- نملاوات قرناء
- نملاوات زنبورية